# 呉兆麟
呉 兆麟（ご ちょうりん、1882年 - 1942年10月17日）は、中国の民主的革命者で武昌起義の指導者。字は畏三、号は貴元、譜名は錫敏。湖北省武昌県葛店岳陂村宗国嶺の出身。

## 生涯
呉兆麟は農夫の家に生まれた。父親は生計を立てるために野菜を栽培していた。
1898年、湖北新軍工程営（工兵大隊）に入隊。
1899年、工程営随営学堂に入学。翌1900年に、工程営専科学校に入学。後に工兵左隊長に昇進した。
1906年、日知会に参加し、幹事および日知会工兵大隊代表を務めた。翌年、湖北参謀学堂に入学し、職長になることを申し出た。その一方で入学前後から極秘に《猛回頭》、《警世鐘》等の書を発行していた。しかし萍瀏醴起義が失敗して日知会の同志たちが連座した事を知り、一度は意気消沈する。
1909年の卒業後、呉兆麟は駐屯地に戻った。新軍第八鎮工程営左隊隊官（中隊長）として楚望台の軍械庫防衛の任を果たしながら、革命を扇動した。他には1906年に彰徳秋操演習、1908年に太湖秋操演習に参加している。

### 武昌起義
1911年10月10日の夜、熊秉坤が工兵第八大隊を率いて蜂起、楚望台の武器庫を占領し、呉兆麟は湖北革命軍の臨時総指揮官に選出された。呉兆麟・蔡済民・熊秉坤の三名は武昌起義の中心的指導者となった。呉兆麟は冷静に戦局を分析し、軍紀の徹底を呼び掛けた。
各部隊2000名以上の将兵を楚望台に集めたのち、鄺傑、馬栄、熊秉坤の各1隊に分け三方面から革命軍を指揮して湖広総督督署を攻撃、砲撃を行おうとしたが、電線が邪魔で目標が定まらなかった。呉は予備隊の中から百名を選抜して突撃するとともに、督署後方に放火させ、火を目印に砲撃を開始させた。10月11日の朝に武昌を解放した。
10月11日正午、湖北諮問局は軍政府組織のため合同会議を開催。現在の構成員では軍政府の威信が欠如すると考え、捕縛した黎元洪を都督に選出した。黎元洪が拒否すると、呉兆麟は黎元洪を最高司令官たる都督として宣伝、湯化竜が民政総参長となった。中華民国軍政府鄂軍都督府の成立後、呉兆麟は参謀部副部長となり、謀略処で戦略を担当した。武漢防衛戦の際には4個防区・8個協民軍第一協統領を務め、漢陽の第1防区を担当した。鄂軍都督府参謀副部長、部長、戦時総司令部参謀長等を務め、また蔡済民とともに川を渡って自ら漢口の前線で指揮を執った。10月28日、黄興が戦時総司令として湖北省の漢陽を防衛に到着すると、呉兆麟は多くの人員を率い、民軍内部の調整、前線と鄂軍都督府の往来、戦闘計画策定に参加し、戦時における本部と鄂軍都督府関係を調整した。11月1日、漢口は陥落し、呉及び参謀部員らは漢陽を全力で死守し増援を待つよう主張し、参謀数名と黄興の防備展開を支援した。27日、漢陽が陥落すると、黄興は上海に逃れ、蔣翊武が戦時総司令官となり、呉兆麟と共同で武昌の防衛を行った。戦況が不利となり黎元洪が葛店まで逃走すると、呉兆麟が武昌防衛の責任を負い、指揮を引き継いだ。
12月17日に黎元洪が大元帥に選出されると、呉兆麟は鄂軍の参謀総長兼第五鎮統制に任命された。南北和議の時は民軍戦時総司令として北伐計画を進めた。

### 民国建国後
1912年1月9日に中華民国臨時政府が成立すると、呉兆麟は北伐第一軍司令官を務めた。1月13日、呉兆麟は鄂軍の参謀長に任命された。
1912年9月、北京政府は武将に陸軍将軍と勳二位、大綬嘉禾章、文虎章を授与した。湖北省が武装解除された際に呉兆麟は任を解かれ、北京に移された。
1913年秋に李烈鈞が湖口で袁世凱討伐の反乱を起こすと、呉兆麟は黎元洪より段芝貴との連絡参謀に任命された。呉兆麟は現状に対する不満と袁世凱・黎元洪、そして孫文率いる中華革命党への不信から政治的世界を去り、湖北に戻って社会福祉に従事した。
呉兆麟は1922年、湖北省で樊口堤防の建設を指揮、越河を開き、民信門・民生門・王唐黄堤などの堤防を建設、3年後に完成した。
1922年、呉兆麟は「武昌新海革命同志会」の議長に公選され、武昌首義公園建設を提案した。
1923年2月15日、呉兆麟は将軍府将軍に任命された。
晩年の呉兆麟は、日知会の旧友である張純一らと仏教の経典を勉強し、「心治即国治」「心安即国安」を主張した。
1938年10月に日本軍が武漢を占領した際、呉兆麟は慢性喘息のために武漢に残り、毎日読経を行った。呉兆麟は日本側より元国民軍の張嵐峰が第1軍司令官を務める傀儡軍「和平救国軍」の総司令官、および湖北省政府参議に就任を強要されたが拒否し、自宅軟禁状態となった。
1942年10月17日、呉兆麟は武昌において喘息により死去した。重慶国民政府は武昌の伏虎山において公葬を実施した。

## 著作
呉兆麟は「太湖秋操演習」「戦術実施」「辛亥武昌革命工程第八営首義始末記」などを執筆した。また武昌起義に関連するさまざまな写本、日記を執筆、後に曹亜伯により「武昌革命真史」として発表された。

## 参考資料
1. 1 2 3 4 5 6 7 8 9  呉兆麟，央視网，2009-06-01的存档，存档日期2010-07-09.
2. 1 2 3 4 5 6 7 8 9  呉兆麟，央視国際，2006-10-08
3. 1 2 3 4 5 6 7 8  “武昌区志 第二十六篇 人物  一、人物传略”.   武汉地方志. 2016年3月5日時点のオリジナルよりアーカイブ。2020年8月4日閲覧。
4. ↑  蔡礼鴻，紀念武昌首義元勛蔡済民，世紀行2011年第8期
5. ↑  1923年2月16日第2491号 《政府公報》第一九七冊